# Хазельбахталь
Хазельбахталь (нем. Haselbachtal) — коммуна и одноимённый населённый пункт в Германии, в земле Саксония. Подчиняется административному округу Дрезден. Входит в состав района Баутцен. Население составляет 4259 человек (на 31 декабря 2010 года). Занимает площадь 37,47 км².
Коммуна подразделяется на 6 сельских округов.